# Barxudarlı
Barxudarlı és Sofulu két elhagyatott település Azerbajdzsánban, a Qazakh régióban, amelyek együtt egy enklávét alkotnak. A Hegyi-karabahi háborúban a településeket elfoglalta, azeri lakosságát kitelepítette, majd a házakat lerombolta az örmény hadsereg. A települések helyei a mai napig Örményország kezelése alatt vannak. Az enklávéhoz legközelebb eső azeri határ mindössze egy kilométer.
Az enklávé területébe beleesik két örmény település, Azatamut és Kayan egy-egy kisebb része, ám az örmény ellenőrzés miatt ennek semmilyen gyakorlati szerepe nincsen.